# Карнавал на Ачиреале
Карнавалът на Ачиреале (на италиански: Carnevale di Acireale) е един от най-старите на остров Сицилия, Италия, и се провежда всяка година в град Ачиреале. Сред неговите характеристики е парадът на алегорични коли и на коли, украсени с цветя.
Парадът на алегорично-гротескните коли от папиемаше се провежда всяка година по време на карнавала. Колите представят своето шоу чрез хиляди крушки и светлини, грандиозни движения и постоянно променяща се сценография. В допълнение към тях през последната седмица дефилират и коли, украсени с цветя (които от 2014 г. до 2019 г. са главните герои на конкретно събитие – „Карнавал на цветята“, а до 2019 г. „Фестивал на цветята“, който се е провеждал всяка година през април), което отново се слива със Зимния карнавал, започвайки от изданието през 2020 г. Тези произведения имат характеристиката, подобна на тази на различни карнавали на Лазурния бряг и в Лигурия, да показват обекти, създадени изцяло с истински цветя, подредени едни до други. Те също така са оборудвани с механични механизми и светлини.

## История

### Произход и древен карнавал
Карнавалът в Ачиреале има много древен произход. Първият официален документ, споменаващ събитието, е платежно нареждане от 1594 г., наредено от съдебните заседатели в полза на Капуцините, за карнавалните празненства.
Освободени от всякакви ограничения, в периода от годината, когато всичко е позволено, гражданите могат да си позволят свободата да се шегуват със силните хора на времето. Именно от тази склонност към сатира оживява една от първите маски на карнавала в Ачиреале – „Абатацу“ (наричан още Pueta Minutizzu), който с големите си книги иронизира духовническата класа на времето, по-специално монсеньор Микеланджело Бонади, абат-епископ на Катания.
През XVII век е обичайно да се води битка с портокали и лимони по време на карнавала. Въпреки многото участници, на 3 март 1612 г. Наказателният съд е принуден да я забрани, за да сложи край на сериозни събития, които често водят до наранявания на хора или причиняват значителни щети на собствеността. 
През 1693 г. земетресението, което опустошава Източна Сицилия (земетресението във Вал ди Ното), налага период на траур и в продължение на няколко години традиционният карнавал не се провежда. Но още в началото на XVIII век събитието се възражда, вероятно и насърчено от момента на голямо вълнение и надежди, породени от следземетръсното възстановяване. Появяват се и други маски: към Абатацу (Abbatazzu) се присъединяват (Baruni), с намерението да се подиграе на аристокрацията, и (Manti) – костюм с много украшения, чиято единствена цел е да запази анонимността на носещия го.
През XIX век започват парадите на украсени карети на благородниците (наречени касариата или ландаус), от които се хвърлят конфети. Впоследствие те са заменени от коли от папиемаше. За папиемаше се помисля, защото в града има много занаятчии, които вече използват тази техника за декорации. През 1880 г. именно в Ачиреале се изграждат първите коли от папиемаше.

### XX – XXI век
От 1929 г., годината на създаването на Автономната компания и здравна станция на Ачиреале, карнавалът на Ачиреале се организира така, както може да се види днес. 
Събитието е прекъснато не само в края на XVII век, но и по време на военните периоди през двете световни войни.
През февруари 1948 г., след трагичната пауза на Втората световна война, карнавалът, организиран от Автономната копания, се завръща по улиците на града. Програмата се състои от надбягване, което се провежда на спортното игрище „Капучини“, т.е. надбягване с тринадесет магарета, яздени от млади студенти, парада на кола с три украсени с цветя поставки и неизбежния бал в кметството.
След Втората световна война, с икономическото възстановяване на Италия и с индустриалния бум от 50-те години на миналия век, се създава украсата от цветя, поставяна върху колите от онова време. В някои издания са създадени и коли, украсени с цитрусови плодове. Въведени са и миниколи (наречени Lilliput), в които има дете. Обичаят на миниколите обаче продължава само до края на 60-те години. 
От 1970 г. карнавалът се усъвършенства, ставайки все по-внушителен и най-вече усъвършенствайки се в конструкцията на алегорични коли, все по-сложни и цветни, и на коли с светя, все по-огромни.
През 1996 г. карнавалът на Ачиреале за първи път става част от Националната лотария заедно с карнавалите на Виареджо и на Путиняно. През 1997, 2001 и 2006 г. събитието е съчетано с Карнавалната лотария на Държавния монопол.
През 1991 г. като предпазна мярка за сигурността за войната в Персийския залив карнавалът не се провежда.
През 2006 г. на събитието e присъдена европейската награда „Алберто Сарджентини“ от едноименната Фондация на Виареджо.
През 2010 г. карнавалът в Ачиреале е комбиниран отново с Националната лотария и с карнавала във Виареджо – събития, побратимени с други италиански карнавали.

През годините фигурата на водачите на колите увеличава художествената стойност на събитието.
 Алегорично-гротескни коли през 2020 г.

## Исторически маски

### Абатацу
Abbatazzu е една от древните маски на карнавала в Ачиреале, исторически използвана от 1667 г. Облечени екстравагантно, те са носели големи бели перуки на главите си, богато украсени рокли от дамаска и са обикаляли с големи книги. Те са имали голяма салфетка, висяща около врата им, което е бил древен знак, даван на заразени хора, и вероятно е имал за цел да прогони страховете от исторически период (XVII век), разтревожен от сериозни пандемии. Маската е наричана още Pueta Minutizzu, защото е рецитирала гротескни и палави стихове. Според някои историци маската е била иронична по отношение на тогавашната духовническа класа и особено по отношение на абат-епископа на Катания, монсеньор Микеланджело Бонадиес, в чиято епархия попада градът.

### Баруни
Baruni е последващата маска на по-известната Abbatazzu.

### Манти и Домино
Манти (Manti) са най-успешната фигура в традицията на карнавала на Ачиреале. Покрити с големи черни копринени наметала, които прикриват самоличността им, те са сравнени с венецианските Баута . След това фигурата е заменена с времето от Домино (Domino) – също е изцяло черна маска, която прикрива самоличността, но с по-малко богати дрехи. След това костюмът е забранен от съображения за обществена безопасност в началото на XX век, тъй като някои престъпници се обличат и след това се сливат с тълпата, решена да празнува карнавала, след като извършват престъпления.

### Кола Тадацу, Куадареда и други герои от Ачиреале
Кола Тадацу (Cola Taddazzu), Куадареда (Quadaredda) и Нунциу Сети Капеди (Nunziu Setti Cappeddi) са много популярни герои през 1950-те г., докато през следващото десетилетие, до 70-те г., Салваторе Грасо, известен като Чичито, добре познат сред местните, участва в оживяването на карнавалните вечери.

## Събитието днес
Карнавалът днес се провежда в бароковата обстановка на историческия център, като центърът му е на площад „Дуомо“. Тълпата от зрители активно участва в събитието. Побратимен е с карнавала във Виареджо и е с участието на някои костюми от карнавала във Венеция.
На 23 януари 2017 г. английският вестник „Гардиън“ включва карнавала в Ачиреале сред 10-те най-красиви в Европа.
Традиционната програма включва парада на алегоричните коли в четвъртък, неделя и на дебелия вторник, и парада на украсените с цветя коли в понеделник и вторник. От няколко години програмата е променена, като алегоричните коли дефилират и в двете предишни недели и в последната събота, а украсените с цветя коли – всеки ден от последната събота до Дебелия вторник на специално събитие през април, наречено Карнавал на цветята. Карнавалът приключва вечерта на Дебелия вторник с церемонията по награждаването и с традиционните фойерверки, с които искат да изгорят краля на карнавала. Особеностите на събитието са:
- Алегорично-гротескните колиː Те представляват големи конструкции от папиемаше, по-точно от римски картон, които засягат теми на сатирата и социалните нрави. Характеризират се не само с обекта, но и с цвета, но преди всичко с комбинираните ефекти на светлините и движенията на някои части, които обикновено се активират веднага щом пристигнат на пл. ,Дуомо“, пл. „Индирицо“, Вила „Гарибалди“ и Порта Гусмана. Водачите на коли работят на строителните площадки, между проектирането и строителството, в продължение на няколко месеца. От около 30 години специално закрито пространство е посветено на изграждането на колите, където са разположени различните строителни обекти.
- Папиемаше и римски картонː гротескните алегорични коли са направени от римски картон. Разликата между папиемаше и римския картон е в техниките на обработка, които отговарят на различни нужди. Докато папиемашето е по същество смес от хартия и лепило, римският картон е резултат от разслояването на листове хартия и лепило. Римският картон е по-еластичен и деформируем, следователно по-устойчив на физическите натоварвания, на които са подложени колите при движението си.
- Коли с цветяː Представени през 1931 г., те първоначално са били коли, покрити с цветя, и поради тази причина все още се наричат от мнозина Коли с цветя. Днес обаче те са големи коли, където фигурите са съставени от стотици хиляди цветя с движения и светлини.
- Миниколиː щателно изработени за състезанието, което вече е станало традиционно и се провежда по време на празненствата. Някои от тях всъщност са миниатюри на алегорично-гротескните коли, които дефилират по улиците.
- Лунапаркː по случай карнавала близо до ларго „Франческо Векио“ е изграден пътуващ лунапарк.

## Маршрут
От 2019 г. карнавалът има входен билет Маршрутът е с триъгълна форма и се развива от площад „Дуомо“ по бул. Умберто“, пл. „Индирицо“, бул. „Италия“ и бул. „Савоя“.

## Галерия с изображения
- Кралят на карнавала – детайл от колата „Мечтаейки за карнавал, който полудява и крещи“
- Детайл от колата „Всички луди по живота“
- Алберт Айнщайн
- Матео Салвини и бухалътБепе Грило – детайл от колата „Папа Нострум“
- Стив Джобс – детайл от колата The Future Progress In